# Charaxes nyasana
Charaxes nyasana är en fjärilsart som beskrevs av Van Someren 1967. Charaxes nyasana ingår i släktet Charaxes och familjen praktfjärilar. Inga underarter finns listade i Catalogue of Life.